# 繰綿延売買会所
繰綿延売買会所（くりわたのべばいばいかいしょ）とは、宝暦9年（1759年）堺に、同10年大坂に、そして安永3年（1774年）摂津国住吉郡平野郷町に設立された繰綿の延売買をする商品取引の市場である。

## 概要
もともとは実物の正綿取引を主体としつつ、併せて延売買を行う市場であった。しかし近世後期になると、綿市場での取引仕法が確立し、将来入手する予定の綿を見込んで、先売り・先買いを行うための出願が現れ始め、この先物買が一般化することによって商品流通を促進・円滑にする期待が高まって、そのために先物売買の取引相手を見つける場所として延売買会所の必要性が生じた。このことには、先んじてすでに堂島米市場で米取引の延売買が公認されていた状況も背景として関連している。
しかしながら、必ずしもすべての会所が、延売買の会所として解説出願をされていたわけではない。例えば、設立運動の過程がわかっている平野郷町の場合では、延享2年(1745年)から出願運動が始まったが、名目上は実物の正綿取引のための会所設立が主要目的だった。だが、それに伴い当然行われるであろう延売買の空物取引に添加する危険性と、それによって被る被害の大きさを連想したことで、反対意見が噴出し、最初は不許可に終わった。
それでもいったん開設されると盛況を示し、堺・大坂、続いて当初不許可となっていた平野郷町にも開設されていった。だが同時に、先物市場の及ぼす影響が摂津・河内・和泉の三カ国内の農村地域で大きく現れ始め、安永6年（1777年）頃からこれらの地域で、堺・大阪・平野郷町の延売買会所に対する反対運動が起こり始めた。反対運動を行った理由は、それぞれの地域に対する運動毎に異なるが、共通点は、過度の利潤追求が綿生産者を窮地に陥れるような結果を招いたことが原因であるというところである。
これらの運動は延売買会所の廃止を目的としていて、当初から三カ国全てで郡単位で結集され、逐次拡大していった。この運動の結果、大阪町奉行所は天明7年(1787年)に、大阪・平野郷町の繰綿延売買会所の廃止を、堺奉行所は同8年(1788年)に堺の会所を廃止す御触をそれぞれ出した。